# Catenocola angularis
Catenocola angularis är en insektsart som beskrevs av Walker 1857. Catenocola angularis ingår i släktet Catenocola och familjen dvärgstritar. Inga underarter finns listade i Catalogue of Life.